# 施設教導隊
施設教導隊（しせつきょうどうたい、JGSDF Engineer School Unit）は、陸上自衛隊勝田駐屯地（茨城県ひたちなか市）に駐屯する陸上自衛隊施設学校隷下の教導（施設科）部隊である。

## 概要
施設教導隊は、陸上自衛隊施設学校の幹部教育支援や戦術の研究、教範の作成支援などを行い、全施設部隊の範となるべく創設された。 施設教導隊は、施設学校の実施する教育訓練支援及び調査研究支援を実施している。

## 沿革
第530施設大隊
- 1952年（昭和27年）11月22日：独立第530施設大隊がにおいて編成完結。

第101施設大隊
- 1954年（昭和29年）7月1日：独立第530施設大隊（勝田駐屯地）が第101施設大隊に称号変更。

施設教導大隊
- 1956年（昭和31年）1月25日：第101施設大隊（勝田駐屯地）が施設教導大隊に改編。

施設教導隊
- 1975年（昭和50年）8月1日：施設教導大隊（勝田駐屯地）が施設教導隊に改編。
- 2002年（平成14年）3月27日：後方支援体制変換に伴い、整備部門を東部方面後方支援隊施設教育直接支援中隊に移管。
- 2024年（令和6年）3月20日：施設器材中隊坑道小隊（勝田駐屯地）が廃止。

## 部隊編成
- 施設教導隊本部
- 本部管理中隊「施教導-本」
  - 中隊本部
  - 隊本部班
  - 偵察班
  - 通信班[1]
  - 衛生班
- 第1施設中隊「施教導-1」
- 第2施設中隊「施教導-2」
- 架橋中隊「施教導-架」
  - 中隊本部
  - 架橋小隊
  - パネル橋小隊
  - 浮橋小隊
- 施設器材中隊「施教導-器」
  - 中隊本部
  - 交通小隊
  - ダンプ車両班
  - 特殊器材小隊
- 水際障害中隊「施教導-水」
  - 中隊本部
  - 設計記録班
  - 組立装填小隊
  - 敷設班
  - 施設小隊

## 整備支援部隊
- 東部方面後方支援隊施設教育直接支援中隊「施教直支」（勝田駐屯地）：2002年（平成14年）3月27日から

## 主要幹部
| 官職名       | 階級    | 氏名     | 補職発令日     | 前職                  |
| ------------ | ------- | -------- | -------------- | --------------------- |
| 施設教導隊長 | 1等陸佐 | 北野和彦 | 2024年12月20日 | 第2施設団本部高級幕僚 |

| 代 | 氏名                 | 在職期間                        | 前職                                          | 後職                                               |
| -- | -------------------- | ------------------------------- | --------------------------------------------- | -------------------------------------------------- |
| 01 | 一木徳男 （2等陸佐） | 1975年08月01日 - 1975年12月09日 | 施設教導大隊長                                | 陸上自衛隊施設補給処勤務                           |
| 02 | 粟野重孝             | 1975年12月10日 - 1977年07月31日 | 陸上幕僚監部施設課研究班長                    | 第1施設団副団長                                    |
| 03 | 江戸満               | 1977年08月01日 - 1979年03月15日 | 陸上幕僚監部第2部付 →1978年1月1日 1等陸佐昇任 | 陸上自衛隊施設学校教育部長                         |
| 04 | 緒方弘之             | 1979年03月16日 - 1981年08月31日 | 西部方面総監部防衛部訓練課長                  | 統合幕僚会議事務局第4幕僚室勤務                    |
| 05 | 吉海慶三             | 1981年09月01日 - 1983年03月15日 | 陸上自衛隊施設学校勤務                        | 第3施設団本部高級幕僚                              |
| 06 | 原善昭               | 1983年03月16日 - 1985年08月07日 | 西部方面総監部装備部施設課長                  | 陸上自衛隊施設学校総務部長                         |
| 07 | 橋本健吾             | 1985年08月08日 - 1986年07月31日 | 陸上幕僚監部教育訓練部訓練課 教範教養班長     | 陸上自衛隊施設学校研究部長                         |
| 08 | 木原康三             | 1986年08月01日 - 1988年07月31日 | 第1施設団本部高級幕僚                         | 陸上自衛隊東北地区補給処施設部長                   |
| 09 | 山津兵司             | 1988年08月01日 - 1990年07月31日 | 東北方面総監部装備部施設課長                  | 陸上自衛隊施設補給処整備部長                       |
| 10 | 池田稔               | 1990年08月01日 - 1992年08月02日 | 陸上幕僚監部装備部施設課営繕班長              | 陸上自衛隊幹部学校総務部総務課長                   |
| 11 | 和田廣志             | 1992年08月03日 - 1994年07月31日 | 西部方面総監部装備部施設課長                  | 陸上自衛隊会計監査隊 東北方面分遣隊長              |
| 12 | 岩淵啓               | 1994年08月01日 - 1996年07月31日 | 陸上自衛隊施設補給処技術部長                  | 古河駐屯地業務隊長                                 |
| 13 | 麓川昭憲             | 1996年08月01日 - 1998年03月22日 | 木更津駐屯地業務隊長                          | 陸上自衛隊施設学校勤務                             |
| 14 | 砂原毅               | 1998年03月23日 - 2000年07月31日 | 陸上自衛隊施設学校総務部長                    | 大宮駐屯地業務隊長                                 |
| 15 | 高田國男             | 2000年08月01日 - 2002年12月01日 | 第5施設団本部高級幕僚                         | 陸上自衛隊施設学校研究部長                         |
| 16 | 熱海正博             | 2002年12月02日 - 2004年07月31日 | 東北方面総監部装備部施設課長                  | 習志野駐屯地業務隊長                               |
| 17 | 三次悟               | 2004年08月01日 - 2006年08月03日 | 北部方面総監部調査部資料課長                  | 陸上自衛隊施設学校勤務                             |
| 18 | 佐久間善彦           | 2006年08月04日 - 2008年11月30日 | 陸上自衛隊施設学校総務部長                    | 陸上自衛隊施設学校付                               |
| 19 | 竹林周慈             | 2008年12月01日 - 2011年03月22日 | 第5施設団本部高級幕僚                         | 習志野駐屯地業務隊長                               |
| 20 | 大坪伸生             | 2011年03月23日 - 2013年03月22日 | 陸上自衛隊関東補給処古河支処 総務部長         | 陸上自衛隊関西補給処桂支処 補給部長                |
| 21 | 神成健一             | 2013年03月23日 - 2014年11月30日 | 陸上自衛隊補給統制本部施設部 補給計画課長     | 陸上自衛隊補給統制本部付                           |
| 22 | 平野善之             | 2014年12月01日 - 2017年03月22日 | 第4施設団本部高級幕僚                         | 陸上自衛隊北海道補給処苗穂支処長 兼 苗穂分屯地司令 |
| 23 | 松井一博             | 2017年03月23日 - 2018年07月31日 | 第4施設団本部高級幕僚                         | 陸上自衛隊補給統制本部施設部 補給計画課長          |
| 24 | 森山直樹             | 2018年08月01日 - 2020年07月31日 | 防衛装備庁長官官房装備開発官付 第2開発室長    | 陸上自衛隊関西補給処装備計画部 計画課長            |
| 25 | 津田充寿             | 2020年08月01日 - 2022年11月30日 | 第3施設団本部高級幕僚                         | 陸上自衛隊関東補給処古河支処 総務部長              |
| 26 | 長岡睦               | 2022年12月01日 - 2024年12月19日 | 自衛隊体育学校第2教育課長                     | 陸上自衛隊教育訓練研究本部勤務                     |
| 27 | 北野和彦             | 2024年12月20日 -                | 第2施設団本部高級幕僚                         |                                                    |

## 主要装備
- 96式装輪装甲車
- 73式装甲車
- 92式地雷原処理車
- 70式地雷原爆破装置
- 89式地雷原探知機セット
- 施設作業車
- 75式ドーザ
- 中型ドーザ
- 大型ドーザ
- グレーダ
- 掩体掘削機
- 資材運搬車
- バケットローダ
- トラッククレーン
- 軽徒橋
- パネル橋MGB
- 91式戦車橋
- 92式浮橋
- 07式機動支援橋
- 1/2tトラック / 73式小型トラック
- 1 1/2tトラック / 73式中型トラック
- 3 1/2tトラック / 73式大型トラック
- 7tトラック / 74式特大型トラック
- 89式5.56mm小銃
- 5.56mm機関銃MINIMI
- 12.7mm重機関銃M2
- 84mm無反動砲
- 110mm個人携帯対戦車弾

## 廃止部隊
- 独立第530施設大隊（勝田駐屯地）：1954年（昭和29年）6月30日廃止。第101施設大隊に改編。
- 第101施設大隊（勝田駐屯地）：1956年（昭和31年）1月25日廃止。施設教導大隊に改編。
- 施設教導大隊（勝田駐屯地）：1975年（昭和50年）8月1日廃止。施設教導隊に改編。